# Stiftung SAPA, Schweizer Archiv der Darstellenden Künste
Die Stiftung SAPA, Schweizer Archiv der Darstellenden Künste, (engl. SAPA Foundation, Swiss Archive of the Performing Arts; frz. La Fondation SAPA, Archives suisses des arts de la scène; ital. Fondazione SAPA, Archivio svizzero delle arti della scena) bewahrt und vermittelt das Schweizer Kulturerbe auf dem Gebiet der Darstellenden Künste. Die Stiftung SAPA betreibt drei Geschäftsstellen in Bern, Lausanne und Zürich.

## Geschichte
Die Stiftung SAPA ist 2017 aus der Fusion des Schweizer Tanzarchivs mit der Schweizerischen Theatersammlung hervorgegangen.
Die Schweizerische Theatersammlung geht auf die Gründung der Schweizerischen Gesellschaft für Theaterkultur (SGTK) im Jahr 1927 zurück. Die von dieser gesammelten Bestände wurden von 1943 bis 1979 in der Schweizerischen Nationalbibliothek deponiert. Eine Stiftung unter dem Namen «Schweizerische Theatersammlung» wurde 1978 von der SGTK, dem Bund, dem Kanton und der Stadt Bern gegründet. Die Bibliothek und das Archiv sind ab 1985 für die Öffentlichkeit zugänglich. Das Museum ergänzt das Angebot ab 1987.
Das Schweizer Tanzarchiv wiederum entstand 2011 aus der Fusion zweier Institutionen, namentlich der Archives suisses de la danse in Lausanne und der mediathek tanz.ch in Zürich.
Die Archives suisses de la danse wurden 1993 von Jean Pierre Pastori in Lausanne als Verein und später als Stiftung gegründet, deren Präsident er bis 2010 war. Die Stiftung basiert auf der Privatsammlung von Jean Pierre Pastori und anderen Nachlässen von bedeutenden Künstlerinnen aus der Welt des Tanzes.
Die mediathek tanz.ch wurde 2005 von Eva Richterich und Wolfgang Brunner in Zürich gegründet.

## Aufgaben
Die Stiftung SAPA sammelt Dokumente und Objekte zu den darstellenden Künsten in der Schweiz und stellt diese allen Interessierten zur Nutzung zur Verfügung. Ihrem Auftrag entsprechend bewahrt SAPA die Spuren dieser flüchtigen und vielfältigen Künste und übermittelt sie an künftige Generationen. Ihre Bestände und Sammlungen sind an den drei Standorten Bern, Lausanne und Zürich zu finden; sie umfassen die Bereiche Archiv, Mediathek und Spezialsammlungen. Den Schwerpunkt der Sammlung bilden Helvetica zu Tanz und Theater, bestehend aus Papierdokumenten, Fotografien, audiovisuellen Dokumenten und Objekten. Zu den wichtigsten Beständen gehören diejenigen zu Adolphe Appia, Maurice Béjart, Oskar Eberle und Sigurd Leeder. Wissenschaftliche Recherche und Kulturvermittlung sind integraler Bestandteil der Aktivitäten von SAPA. Die Stiftung ist gemeinnützig organisiert und erstrebt keinen Gewinn.
Die Stiftung SAPA ist der Internationalen Gesellschaft der Bibliotheken und Museen der Darstellenden Künste (Société Internationale des Bibliothèques et des Musées des Arts du Spectacle (SIBMAS)) angeschlossen.

## Digitalisierung
Neben der herkömmlichen Sammel- und Dokumentationstätigkeit, konzipiert, erstellt und betreibt SAPA performing-arts.ch, die frei zugängliche Datenbank der Darstellenden Künste in der Schweiz als Linked Open Data für SPARQL-Abfragen mit mehr als 38.000 Entitäten; wovon bereits mehr als 17.000 mit Wikidata abgeglichen wurden (Stand Ende 2020).